# Čergov

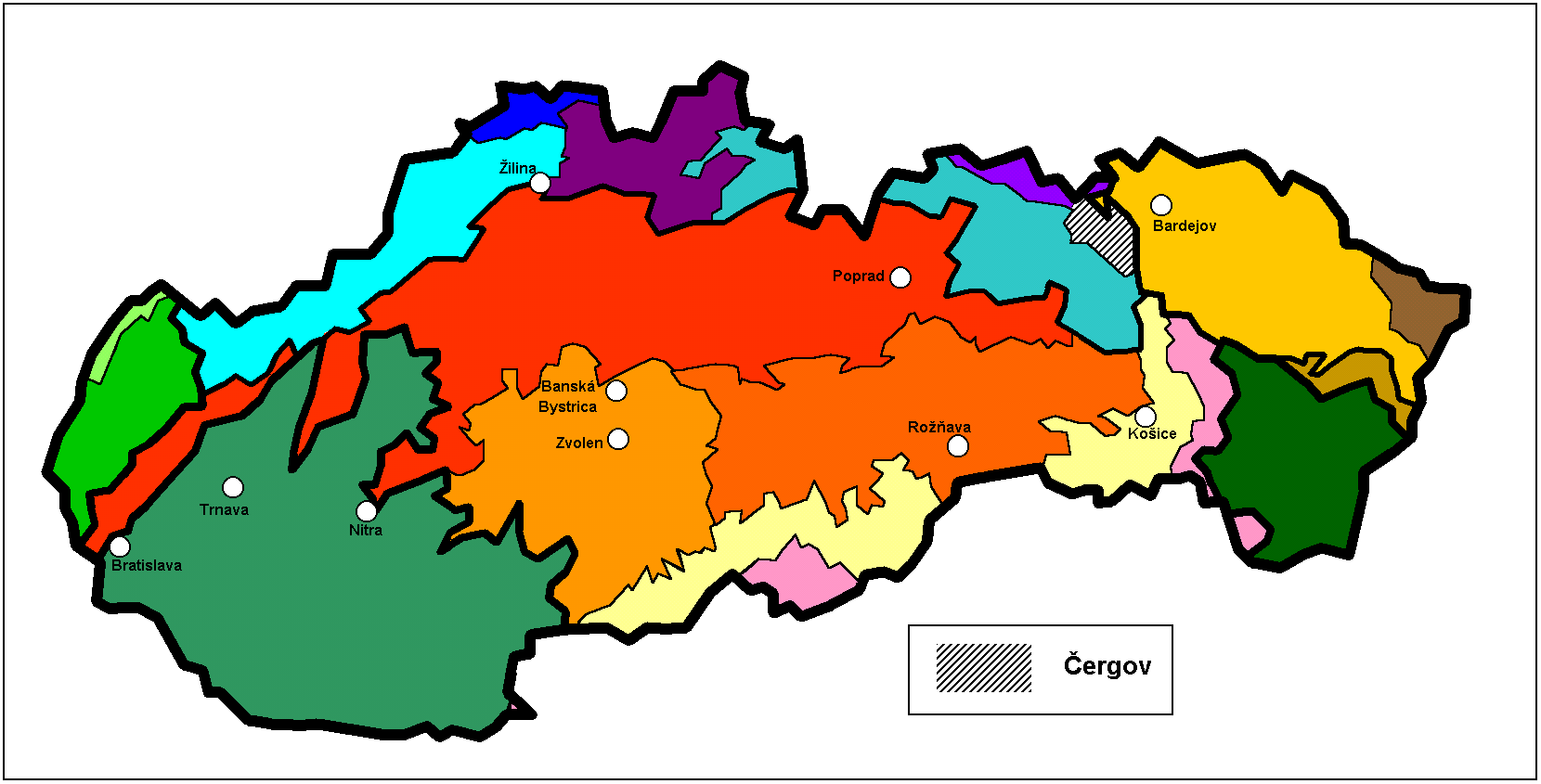
Der Čergov innerhalb der Geomorphologischen Einteilung der Slowakei

Der Čergov (veraltete Bezeichnung Čerchov) ist ein Gebirgszug in der nordöstlichen Slowakei. Ein kleiner Teil liegt auf polnischem Territorium (Góry Czerchowskie). 
Das Gebirge gehört zu den Äußeren Westkarpaten und wird innerhalb dieser zu den Beskiden gezählt, wobei es gemäß der unterschiedlichen Nomenklatur in Polen den West-, in der Slowakei den Ostbeskiden zugerechnet wird.
Der Čergov wird begrenzt 
- im Norden von den Beskid Sądecki (Sandezer Beskiden) und dem Bergland Ľubovnianska vrchovina,
- im Osten vom Bergland Ondavská vrchovina,
- im Süden und Westen vom Bergland Spišsko-šarišské medzihorie.

Er hat eine Ausdehnung von etwa 30 × 20 km. Der Hauptkamm verläuft von Nordwesten nach Südosten. Höchster Gipfel ist der Minčol (1157 m n.m.).
Der Čergov ist geprägt von dichten Laubwäldern, wobei Buche und Ahorn dominieren. Charakteristischerweise sind durch Beweidung viele Kammabschnitte auf einer Breite von ca. 50 – 100 Metern unbewaldet. 
Die relative Abgeschiedenheit der Region begünstigte die teilweise Erhaltung von Volkskultur und -architektur.

## Bedeutende Erhebungen
- Minčol (1157 m n.m.)
- Veľká Javorina (1098 m n.m.)
- Lysá (1068 m n.m.)
- Dvoriská (1057 m n.m.)

## Einige Ortschaften in der Umgebung

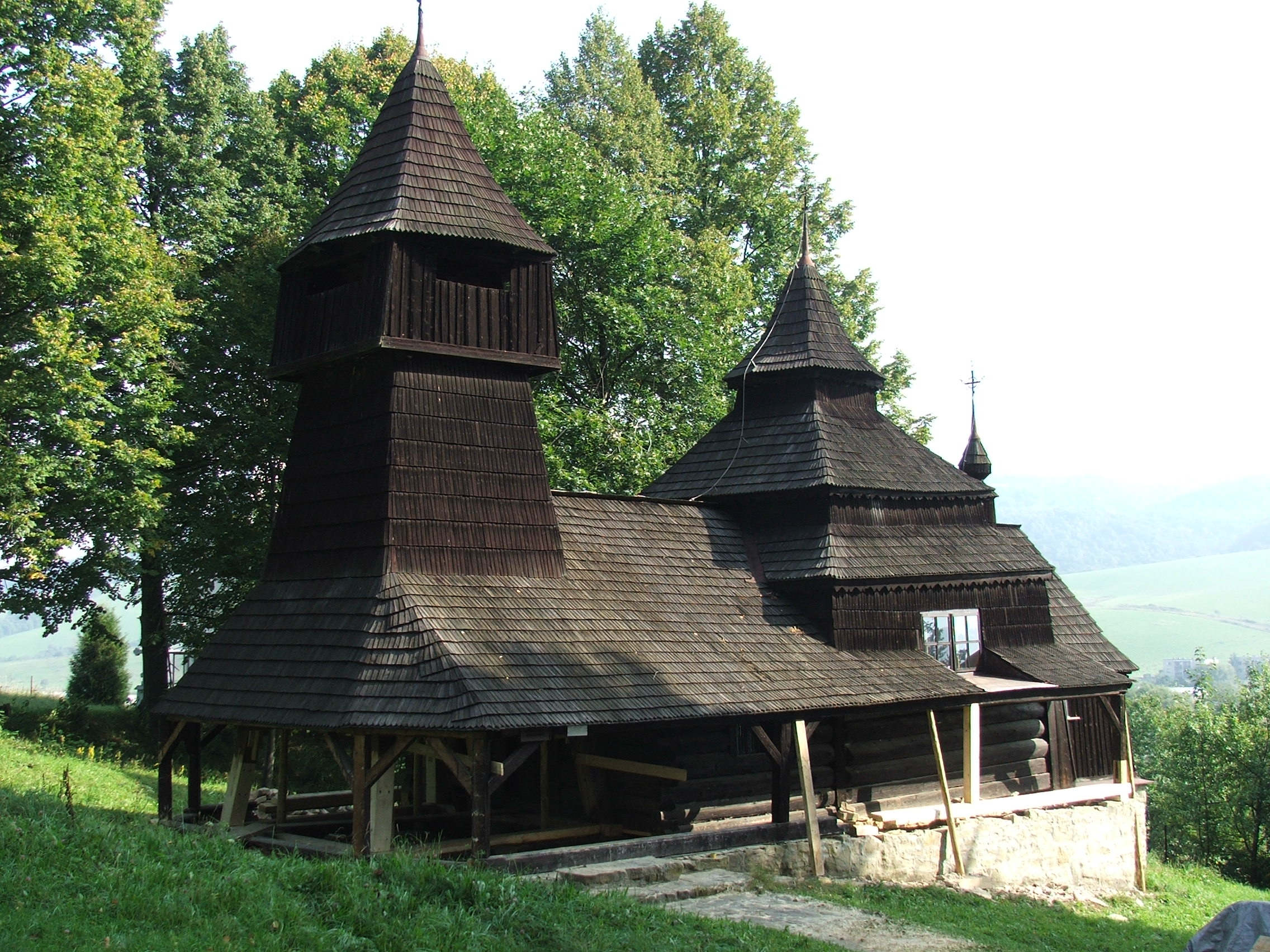
Holzkirche in Lukov

- Bardejov
- Sabinov
- Orlov
- Lipany
- Rožkovany

## Sehenswürdigkeiten
- Holzkirchen in Hervartov (1596), Krivé (1826) und in Lukov (1708)
- Burgruine Hanigovský hrad